# Chicharronero
Se llamaba chicharronero al que compraba de los carniceros los residuos del sebo en rama que habían hecho derretir. Estos residuos son las películas que encierran el sebo. 
Se metían los chicharrones, que son los residuos de las películas que contiene el sebo, en grandes calderas de hierro colado montadas sobre hornos para derretirlos de nuevo y sacar de ellos el poco sebo que los carniceros hubieran dejado. Los mezclaban con pellas. Después de haber sacado con una cuchara todo el sebo posible, los residuos que quedaban en la caldera se metían en un cubo de hierro lleno de agujeros y se ponían en prensa por medio de una pieza de madera que se llamaba tajo o tarugo que estaba colocado bajo el tornillo de la prensa. El sebo negruzco que destilaba se conducía por una canal de madera o una caldera metida dentro de la tierra y lo vendían a los zurradores, curtidores, etc., del que se servían para ablandar los cueros.
Con todos los residuos que quedaban en el cubo de hierro, se hacía una especie de pan de sebo que se empleaba para engordar cerdos u otros animales. 